# Болотова, Жанна Андреевна
Жанна Андреевна Болотова (род. 19 октября 1941[…], Озеро-Карачи, Новосибирская область) — советская и российская актриса театра и кино, народная артистка РСФСР (1985), лауреат Государственной премии СССР (1977).

## Биография
Родилась 19 октября 1941 года в курортном посёлке Озеро-Карачи Новосибирской области.
Её отец — Андрей Иванович Болотов (1919—1988), участник Великой Отечественной войны, Герой Советского Союза (1944), мать — Зинаида Константиновна Болотова (1919—1993). Позже с родителями переехала в Москву.
Дебютировала в кино в 1957 году (в 16 лет) в фильме режиссёров Льва Кулиджанова и Якова Сегеля «Дом, в котором я живу».
В 1964 году окончила ВГИК (мастерская народных артистов СССР Сергея Герасимова и Тамары Макаровой). Была актрисой Театра-студии киноактёра.
За фильм «Бегство мистера Мак-Кинли» в 1977 году (в 36 лет) удостоена Государственной премии СССР.

## Политическая позиция
В 2022 году после начала военного вторжения России на Украину подписала обращение (от Калининградского отделения КПРФ) к украинскому народу, в котором руководство Украины, Польши и США обвиняются в фашизме и русофобии.

## Личная жизнь
Во время учёбы во ВГИКе вышла замуж за художника Николая Двигубского, приехавшего из Франции. В конце 1960-х вышла замуж за кинорежиссёра и актёра Николая Губенко. Детей в обоих браках не было.

## Творчество

### Фильмография
- 1957 — Дом, в котором я живу — Галя Волынская
- 1962 — Люди и звери — Таня Соболева
- 1963 — Если ты прав… — Галя
- 1965 — Западня — Имоджин
- 1966 — Крылья — Таня Петрухина
- 1967 — Журналист — Нина
- 1968 — Первый курьер — Конкордия
- 1968 — 24-25 не возвращается — Мара Лейя
- 1969 — Суровые километры — Таня Савицкая
- 1969 — На пути к Ленину — Лена Васильева
- 1970 — Судьба резидента — Юля
- 1970 — Карусель — Юлия Васильевна
- 1971 — Объяснение в любви к Г. Т. / Liebeserklärung an G.T. (ГДР) — Ада
- 1972 — Любить человека — Таня Павлова
- 1973 — Молчание доктора Ивенса — Оранте
- 1974 — Если хочешь быть счастливым — Татьяна Родионова
- 1975 — Бегство мистера Мак-Кинли — мисс Беттл
- 1976 — Подранки — учительница биологии Алла Константиновна
- 1976 — Дни хирурга Мишкина — Инна Мишкина
- 1977 — Встреча на далёком меридиане — Руфь Крэйн, бывшая жена Реннета
- 1977 — Рудин — Александра Павловна Липина
- 1980 — Из жизни отдыхающих — Надежда Андреевна
- 1980 — Сергей Иванович уходит на пенсию — Лена, невестка
- 1981 — Опасный возраст — Мария Васильевна
- 1981 — Чёрный треугольник — Роза Штерн
- 1982 — Кто стучится в дверь ко мне... — Соня
- 1983 — И жизнь, и слёзы, и любовь — Варвара Дмитриевна Волошина
- 1988 — Запретная зона — Третьякова
- 2005 — Жмурки — преподаватель

## Награды и премии
- Народная артистка РСФСР (1985).
- Заслуженная артистка РСФСР (1974).
- Лауреат Государственной премии СССР (1977).
- Национальная премия «Имперская культура» имени Эдуарда Володина (2021)[9]

## В поэзии
Булат Окуджава посвятил Жанне Болотовой свои песни «Старый пиджак», «По Смоленской дороге», «Горит пламя, не чадит», «Маленькая женщина».